# 新井領一郎
新井 領一郎（あらい りょういちろう、安政2年7月19日（1855年8月31日） - 昭和14年（1939年）4月10日）は、日本の実業家、日米生糸貿易の創始者。旧姓名は星野良助。星野長太郎の実弟、孫娘の夫に駐日米国大使のエドウィン・O・ライシャワー。

## 人物

### 概観
上野国勢多郡（現群馬県桐生市）の農民であったが、明治初期に製糸業と生糸貿易の将来性に着目した兄星野長太郎と連携し、日本製生糸の市場開拓のためニューヨークに渡った。直ちに顧客獲得に取り組み、日本初の生糸直輸出を実現した。有力絹織物業者などとの取引を通して生糸輸出量の飛躍的拡大を図った。絶えず高い品質維持を目指し品質向上にも努め、市場からの高い評価と信頼を勝ち取った。『ニューヨーク・タイムズ』紙は「日米生糸貿易の創始者」"A Founder of Silk Trade With Japan"と評した。生前は「生きたる生糸貿易の歴史」とも称された。佐藤百太郎、森村豊と共に日米貿易の先駆者といわれている。在米日本人とアメリカ人との社会交流を図った日本クラブ（The Nippon Club）と日本文化の発信拠点となった ジャパン・ソサエティ（Japan Society）の創設者の一人。日本ゴルフ協会の年鑑によると、日本にゴルフを広めた日本人初のゴルフ・プレーヤーの一人。名前の英文表記はRyoichiro Arai、Ryosuke Arai、もしくは本人が日頃使用したRioichiro Arai、他人からの呼び名はRyichir Arai。

### 経歴
- 1855年（安政2年）、上野国勢多郡水沼村（後の黒保根村）（現群馬県桐生市黒保根町）に星野彌平（星野家第10代七郎右衛門）の6番目の息子として生まれる。幼名は良助。星野家は富農であり曾祖父耕平（星野家8代七郎右衛門朋存）は、1816年（文化13年）に苗字帯刀を許され、それ以降、代々引き継がれる。12歳の時、桐生の絹織物業者などに生糸を販売する問屋新井系作の養子となる。1874年（明治7年）、開成学校に入学。1875年（明治8年）、東京商法講習所（現一橋大学）に入学。

- 1876年（明治9年）、生糸の市場開拓と日本からの直輸出を実現するため渡米。1876年（明治9年）、ニューヨークにある佐藤百太郎の「日本米国用達社」を拠点に生糸の販売活動を開始。同年、新井領一郎が、実兄星野長太郎から輸出された群馬県水沼製糸所の生糸をニューヨークの生糸仲買商リチャードソン（B. Richardson & Sons）に直売。外国人居留地外商を経由せずに日本人が初めて生糸の直輸出を実現した。1878年（明治11年）、生糸の輸入販売拠点の屋号を「佐藤・新井商会」と改めて新規開設した専売店に移す。1881年（明治14年）、横浜同伸会社の取締役ニューヨーク支店長に就任。

- 1893年（明治26年）、横浜生糸合名会社（後に三菱商事に吸収合併）を創業し同社専務（後に会長）に就任。同年、森村豊とのパートナーシップで生糸輸入販売会社「森村・新井商会」（Morimura, Arai & Company）を資本金10万ドルで設立。1901年（明治34年）アメリカ絹業協会（Silk Association of America）の取締役（Board of Governors）に選任。新井はアメリカ最大の生糸輸入業者としての地位を固め、1906年（明治39年）、日本からアメリカに輸入された生糸総量（70,241ベール）のうち約36パーセント（25,466ベール）を取扱った。（1ベールは60kg相当）

- 1905年（明治38年）、日米のビジネスマンの交流を促進し関係改善を図る目的で日本クラブ（The Nippon Club）創設に参画。1907年（明治40年）、日米友好促進と日本文化の発信・交流拠点としてニューヨークのジャパン・ソサエティ（Japan Society）設立に注力し、評議会メンバーに選任される。

### 業績
- 外国人居留地外商を経由せずに日本人として初めて、生糸の直輸出を実現した。同時に、それまでのインド洋・欧州（ロンドン）経由ではなく、太平洋航路と大陸横断鉄道の利用による日本初のアメリカへの生糸輸出を実現した。
- 長い間、アメリカの生糸市場の開拓・拡大に携わり、日米貿易の先駆者の一人となった。絶えず生糸の品質向上に取り組み、1906年（明治39年）には、日本からアメリカへの生糸総輸入量のうち約36パーセントを取り扱った。他国からの輸入分を合わせると、取扱高は実に5割内外に達し、アメリカ最大の生糸輸入者となった。開港後、明治期の日本にとって生糸輸出は最大の外貨獲得手段であり、大きな貢献を果たした。
- 民間人として初めて日米間の相互理解や信頼向上、交流促進に取り組み、明治期に日米友好関係の構築に尽力した。アメリカにおける初期在住日本人の社会的地位向上にも努めた。

### 顕彰・栄典
- 1907年（明治40年）、大日本蚕糸会より第4回蚕糸功績賞を受賞。金賞牌授与。
- 1924年（大正13年）、正六位に叙位。
- 1924年（大正13年）、日本産業協会が功労表彰。
- 1925年（大正14年）、大日本蚕糸会総裁閑院宮載仁親王より第10回恩賜賞を受賞。
- 1928年（昭和3年）、勲六等瑞宝章を受章。
- 1939年（昭和14年）、勲四等瑞宝章を追贈。
- 2005年（平成17年）、群馬県勢多郡黒保根村（現桐生市黒保根町）が名誉村民の称号を追贈。
- 2016年（平成28年) 、前橋市が銅像「楫取素彦と松陰の短刀」を建立（前橋公園）。初代群馬県令楫取素彦、妻寿（ヒサ、吉田松陰妹）が新井領一郎、星野長太郎と向き合う大型立像４体。

### 系譜・家族
- 実父・星野弥平 ‐ 桐生の豪農
- 養父・新井系作 ‐ 桐生の生糸問屋
- 実兄・星野長太郎 ‐ 群馬県初の民間洋式器械製糸所である水沼製糸所の創業者で、帝国議会衆議院議員を務めた。
- 養妹・キク ‐ 系作の養女。フェリス女学院を卒業し、牧師の兼子常五郎と結婚したが早世[5]。夫の常五郎（兼子重光、1858-1940）は会津の寺の子に生まれ、新島襄から洗礼を受けて牧師となり、同志社に学んだ[5]。
- 妻・田鶴（たず） ‐ 山陽鉄道社長・会長を務めた牛場卓蔵の娘。
- 長男・新井米男[6] ‐ ハーバード大学を卒業し、東京海上火災保険会社（現東京海上日動火災保険）アメリカ支社総支配人、ジャパン・ソサエティー副会長を歴任し、第二次世界大戦後はニューヨーク山一證券会社取締役会長を務めた。米男は岡部盈（みつ）と結婚。盈の父岡部長職は岸和田藩最後の藩主で子爵、東京市長などを歴任し司法大臣を務めた。
  - 孫・新井領造（Ryo Arai）（1921年生れ） ‐ 米男の一人息子で、三世[7]、ハーヴァード大学に入学した。領造には先妻（Bijlaard）との間に長男（Peter Anthony Arai）がいる。後妻ルイーズ（Louise Gorham Arai）との間には三人の息子（Christopher O. Arai, Timothy Ryo Arai, Nathaniel Y. Arai）がいる。
- 長女・美代（1891–1984） ‐ 松方正義の息子の松方正熊に嫁いだ。米国で生まれ育ち、結婚で日本に転居、ヴォーリズ設計の自宅に英米人教師を住まわせ子供たちを教育した[8]。
  - 孫・松方春子（en:Haru M. Reischauer） ‐ 美代の二女。駐日本アメリカ合衆国大使エドウィン・O・ライシャワーの妻ハル・松方・ライシャワーとなった。二人の祖父についての伝記『絹と武士』を上梓。
  - 孫・松方種子 ‐ 美代の三女。生家を引き継ぎ西町インターナショナルスクールを創設。

## 年譜
- 1855年（安政2年）：上野国（上州）勢多郡水沼村（後の群馬県勢多郡黒保根村、現桐生市黒保根町）に星野彌平（星野家10代七郎右衛門）の六男として誕生。幼名は良助。母はヨシ（富永兵右衛門の娘）。父彌平は名主（村役人）であったが、代々、岩鼻代官所管下の天領山中入（さんちゅういり）18ヵ村（後の勢多郡黒保根村・東村、山田郡大間々町）における郡中取締役（代官所と村々の間に立って18ヵ村を支配する役儀）を拝命するとともに、同管下の足尾陣屋との深い関係から足尾銅山吹所世話役（幕府直営の足尾銅山を資金面から支援する役儀）を拝命した。その上、幕府勘定所とも緊密な関係を築いて幕領支配の一翼を担うまでの存在となり、代々、18ヵ村の年寄役、苗字帯刀御免で給人格の待遇に処せられた。星野家は上野国一国を代表する豪農であり、51町6反（154,800坪）の土地、持高（石高）にして300石余を有していた。事業は、地主経営以外にも酒造や金融、桑樹培育売却、鉱山経営、廻船業（東北・関東間の穀物、海産物、魚肥等の売買および輸送）などにも及んでいた。曾祖父耕平（星野家8代七郎右衛門朋存）は、1816年（文化13年）に老中、勘定奉行の裁可の下、江戸幕府（第11代将軍徳川家斉）より初めて苗字帯刀を許され、祖父長兵衛（星野家9代七郎右衛門朋寛）以降が代々受け継いだ。
- 1861年（文久元年）：花輪宿医師長谷川元寿の寺子屋にて漢書、習字を修める。その後、水沼村実家にて兄弟・親族とともに招聘した中山耕雲より漢籍を修業。
- 1866年（慶応2年）：隣村、下田澤村鹿角（現・桐生市黒保根町）の新井傳右衛門の子である新井系作の養子となる取り決めがなされた。数え年12歳。名を新井領一郎と改める。新井家は、桐生の絹織物業者などに生糸を販売する問屋であった。領一郎は幼かったため、しばらく実家星野家に留め置く条件もあり、すぐには新井家に移り住まなかった。
- 1868年（慶応4年）：戊辰戦争の際、会津藩鎮圧に向かった官軍（東山道総督府の先鋒隊参謀祖式金八郎一行約200名）に水沼の星野彌平一族（36名）が会津藩幇助の嫌疑を受けて捕まり、処刑すると脅かされた。父彌平や兄長太郎のみならず新井領一郎も含め近親者（7名）は縛られ、片鬢にされて数珠つなぎで館林城下まで引致、土地財産の差し押さえに処せられたが、父彌平はあくまで無実を主張した。新政府軍側に立つ館林藩大名の仲裁や、星野家親戚筋にあたる武蔵国幡羅郡下奈良村（現・埼玉県熊谷市）の豪農吉田市右衛門の依頼による寺島宗則、勝海舟の総督府に対する釈放要請などにより嫌疑が晴れ、東山道総督府は冤罪証を出して星野一族は釈放された。
- 1869年（明治2年）：初めて東京に出て、芝愛宕で伊勢崎藩士鈴木昇より漢籍を学ぶ。
- 1871年（明治4年）：水沼に戻った領一郎は、養父新井系作の下で生糸および繭販売にも従事。
- 1871年（明治4年）：星野家の実兄長太郎が生糸輸出に意欲を燃やしていることもあり、同年設立された高崎藩英語学校の一期生50人の1人に選ばれて英語の勉強を始めた。柏原藩士の小泉篤らが英語教師を務めた。級友に内村鑑三や尾崎行雄がいた。この時、新井領一郎16歳、内村鑑三10歳、尾崎行雄13歳。前年、速水堅曹により日本初の洋式器械製糸所である藩営前橋製糸所が前橋に開設され、兄長太郎の独自の製糸所設立構想と生糸輸出に対する関心が高まった。
- 1873年（明治6年）：11月、小泉篤先生が新たな英学校設立のため伊勢に転任した後を追った。領一郎は友人数名と伊勢に移り、度会県山田（現伊勢市宇治山田）の宮崎文庫英学校（前身は豊宮崎文庫の流れを汲む宮崎郷学校中等部）で英学を修業した。伊勢に行く際、水沼から東京までは徒歩で、東京（新橋）から横浜までは開通したばかりの鉄道、横浜から伊勢までは蒸気船を利用。前年、尾崎行雄は父行正の転任に伴い一家で伊勢山田に引っ越した。[9]尾崎も宮崎文庫英学校で修業しており新井とも親しく交流した。
- 1874年（明治7年）：5月、東京に戻り、浅草の化成社、神田一ツ橋の開成学校などで英語を学んだ。
- 1874年（明治7年）：星野長太郎は、前橋藩士であった速水堅曹から器械製糸技術を習得し、群馬県で初の民間洋式器械製糸所となる水沼製糸所を設立し開業。
- 1875年（明治8年）：星野長太郎は速水堅曹を通して、ニューヨークより一時帰国中の佐藤百太郎（佐倉順天堂の佐藤泰然の孫）が、内務省勧商局の支援と福沢諭吉の協力を得て推進していた米国商法（商業）実習生派遣計画のことを知り、熊谷で速水と共に佐藤百太郎と会見した。長太郎はすぐさま佐藤の計画に共鳴し、念願である生糸直輸出実現を確かなものにするため弟領一郎のアメリカ派遣を決意した。直ちに熊谷県（現群馬県・埼玉県）権令楫取素彦（旧長州藩藩士、旧姓名小田村伊之助）にも相談し、理解と協力を取り付けた。
- 1875年（明治8年）：星野長太郎は、新井にアメリカ渡航に先立ち英学・簿記を学習するよう助言した。新井は、森有礼の構想に基づき勝海舟の支援で設立された銀座尾張町（現中央区銀座6丁目）の商法講習所（現一橋大学）に1期生として入学。アメリカ人教師W.C.ホイットニー[10]より簿記を学んだ。授業は全部英語で行われた。
- 1876年（明治9年）：新井領一郎は群馬県令楫取素彦の後押しにより、佐藤百太郎が計画した米国商法（商業）実習生の一人に選ばれた。新井は渡航前に挨拶のため兄長太郎と共に楫取素彦夫妻を訪ねたが、寿（ヒサ）夫人（吉田松陰の長妹）[11]より兄松陰の形見である美しい短刀を渡された。寿は、松陰が果たせなかったアメリカ渡航の夢を領一郎に託し、渡航の無事と兄の夢の実現を願った。渡米の際の「餞別覚」には、楫取素彦、福沢諭吉、黒田清隆、速水堅曹ら多数の名前が残されている。長太郎からは餞別（渡航費用）として750円を受け取ったが、内200円は長太郎の楫取からの借金であった。2016年（平成28年）8月、領一郎の曽孫（4世となるティム・新井＝Timothy Ryo Arai）よりこの短刀を前橋市に寄託する意向が示された。[12]
- 1876年（明治9年）：3月10日午後5時、佐藤百太郎に引率されて実習生5人がアメリカへ出発した。領一郎は、森村豊（森村組（後の森村商事）を代表して雑貨）、伊達忠七（三井家を代表して陶器・美術品）、増田林蔵（狭山茶）、鈴木東一郎（丸善代表で薬品・雑貨）ら実習生4人と旅を共にした。先ず横浜の波止場（象の鼻）から小船に乗り込み、5年前完成した新鋭蒸気船オーシャニック号（RMS Oceanic[13]）に乗船して出航した。上等船客41人と下等船客876人、乗組員130人を含め1,047人が乗船。他の官費留学生（上等船客）とは違い自費渡航のため、領一郎だけは3等船客（steerage）として船窓はなくハンモック3段の船室に日本人31人の他に中国人苦力ら845人と一緒に乗り込んだ。食事も粗末で見るに見かねた佐藤が航海途中でパーサーと交渉し、上等切符を半値で手配してもらった。3月26日午後4時にサンフランシスコに到着。同地からは7年前に全線開通した最初の大陸横断鉄道であるセントラル・パシフィック鉄道（CPRR）（後にユニオン・パシフィック鉄道（ UP）に吸収）の最下クラスの切符（63ドル75セント）を買い、オマハ経由で12日間かけて4月10日、ニューヨークに到着。渡航時に生糸直輸出のため兄星野長太郎が経営する水沼製糸所の生糸（器械糸）と桐生織、麻糸（富岡近郊産出）の見本も携行。
- 1876年（明治9年）：新井は、ニューヨークにある佐藤百太郎の「日本米国用達社」（Japanese & American Commission Agency, Front St. 97）（後の佐藤組）を拠点に生糸の販売活動を開始。生糸輸出の重要性を認識して動いていた在ニューヨーク日本副領事（領事はまだ任命されていなかった）富田鉄之助（アメリカ絹業協会名誉理事を兼務）の紹介状と水沼製糸所の生糸見本を携え、生糸輸入業者や生糸仲買商、地方の絹紡績会社などを訪問。最初に訪れたのは、マサチューセッツ州ホリオークのウィリアム・スキナー（William Skinner）であったが、売込みは失敗に終わった。スキナーは、かつてロンドン経由で輸入した日本製生糸の束を領一郎に示し、増量目的で混入された金属や異物を見せ、二度と騙されたくないので領一郎に出て行くように言った。
- 1876年（明治9年）：新井は、初めて有力な生糸仲買商B.リチャードソン（B. Richardson & Sons）との間でポンド当たり6ドル50セントで総量532ポンド（400斤で240kg相当）の生糸取引を成約した。しかしながら領一郎の契約直後、生糸相場は急激に高騰しポンド当たり9ドルに達した。総額で2,000ドル相当の巨額な損失が見込まれたため、輸出前に日本では値上げ協議が行われた。星野長太郎は領一郎に対して手紙で価格の再交渉を求めた。新井は一旦決めた契約価格を見直すことを断り、この注文には自分の名誉と取引の将来がかかっていると兄に返事を書き、結局は長太郎が折れた。星野長太郎は、この契約に基づき初めて水沼製糸所の器械糸400斤を輸出し、新井領一郎がリチャードソンに引き渡した。新井は、買手に対して誠意を示し自分の信用を守るため安い契約価格を維持したが、最終的には買手リチャードソンの好意（申し出）によりポンド当たり1ドル高で販売。
- 1876年（明治9年）：新井はこの取引により、外国人居留地外商を経由せずに日本人が初めて生糸の直輸出を実現した。同時に、それまでのインド洋・欧州経由ではなく、日本初の太平洋横断によるアメリカへの生糸直輸出を実現した。積み荷は横浜からサンフランシスコ行きのシティ・オブ・ペキン号に船積み。外国銀行が利用できず日本の外国為替銀行もない状況下で、直輸出の荷為替代金回収の手続きは非常に複雑で、具体的実務は、在ニューヨーク領事館と日本の商務局、商社（後に佐藤組を引き継いだ日本商会が関与）などを介して開始された。星野長太郎の損失は巨額であったが、買手は1ドルの値上げで領一郎の確かな契約履行とその誠実さに報いた。新井領一郎はこの取引が契機となって、後日ニューヨークの生糸取引業界で日本人として絶大な信用を獲得することになった。
- 1876年（明治9年）：5月から開催されたアメリカ建国100周年記念フィラデルフィア万国博覧会をたびたび訪れ、得意の英語で日本製品や文化の紹介に努めた。新井はアメリカの急速な経済発展による豊かな生活や絹織物業の機械化進展による生糸需要の増大が、生糸輸出に千載一遇の機会をもたらすことを認識。明治政府も輸出振興・外貨獲得を図るため、西郷従道を最高責任者として外国政府最大の予算で出展し、多数の大工を派遣し日本家屋のパビリオンを建てた。日本茶、陶磁器の工芸品やその他伝統的産品に加えて、速水堅曹を審査官として最優秀の生糸や絹織物等の展示を行った。特に絢爛豪華な有田焼（伊万里焼）の一対の大きな色絵雲龍文耳付三足花瓶（銘款「年木庵喜三」）[14][15]は注目を集め、同博覧会の金牌賞を獲得した。日本の出展物は後進国と見なされていた日本への関心と評価を非常に高めた。『ニューヨーク・ヘラルド』紙の記者は、「ブロンズ製品や絹ではフランスに優り、木工、家具陶磁器で世界に冠たる日本をなぜ文明途上と呼べるだろうか」と記事に書いた。
- 1876年（明治9年）：英語力向上のためニューヨーク市内のブルックリン・ハイツにあるプリマス・インスティテュート（Plymouth Institute）に通う。
- 1877年（明治10年）：ニューヨークのアーヴィン・トラスト銀行に初めて銀行口座開設。その後、同銀行との取引は60年以上続いた。
- 1877年（明治10年）：新井の提案により星野長太郎が品質改善させた群馬県産の改良座繰糸（今までの提（さげ）造りからイタリア糸と同じ捻（ねじり）造りにして更に改良）を初めて販売。新井領一郎の年間生糸売上、50千ドル（66ベール）（1ベールは133¼ポンドで約100斤＝60kg相当）を達成。日本での亘瀬会舎や精糸原舎設立などによる「優等糸」の生産・供給力の増強を踏まえて、新井はニューヨークの生糸輸入商だけでなく、地方の一流絹織物業者とも直接取引を成立・拡大した。コネチカット州サウス・マンチェスターのチニー・ブラザーズ社[16]はアメリカの最初で最大の絹織物業者でもあり、領一郎から大量に器械糸や改良座繰糸を買い付けた。同社社長はアメリカ絹業協会会長を務めていた。ニュージャージー州パターソン（別名：シルク・シティ[17]）のペルグラム＆マイヤー社（Pelgram & Meyer）は絹織物会社で、パターソンの業者の中では最初に水沼製糸所の製品の品位を認め、星野長太郎にわざわざ手紙を出した。新井が最初の直輸出で売り捌いたB.リチャードソンはニューヨークの生糸仲買商で、アメリカ絹業協会（1872年設立）の創立者の一人で理事。前年の初荷である水沼製糸所の器械糸（4ベール）の最終出荷先はパターソンのデクスター・ランバート社（Dexter, Lambert & Co.[18]）といわれている。ウィリアム・スキナー（William Skinner[19]）はチニー・ブラザーズ社と並んで最大規模を誇る絹織物会社で高級織物を生産。明治初期の日本製粗悪生糸にさんざん騙され不信感で固まっていたが、後に新井の信用と扱う生糸品質の優秀性を認め、前橋精糸原社の改良座繰糸を一手に引き受けた。
- 1878年（明治11年）：生糸販売の拠点を日本米国用達社から新規設立した生糸専売店「佐藤・新井商会」（Sato, Arai & Company）に移した。販売助手として佐藤百太郎の下で働いていたドイツ移民のフォン・ブリーセン（Richard von Briesen）を雇い入れたが、彼は永年勤続のパートナーとなった。新井領一郎の年間生糸売上、115千ドル（184ベール）。この頃、アメリカの絹織物業は発達し始めてから10年ほどの段階で、まだ手織機が主体。品質低下していた中国糸に比べ品質が高く均一である改良座繰糸に対する評価は高く、需要も高く持続した。1880年代後半になると機械化が進展し、機械糸しか使用できない力織機が普及・急増。
- 1878年（明治11年）：商売も順調に伸びたので家賃は高いがより快適なダドリー夫人経営の下宿屋に移った。マンハッタンの3番街と9丁目の角、東55番地に所在。
- 1878年（明治11年）：新井領一郎のパートナーである佐藤百太郎は事業困難に直面したため、アメリカ人妻を連れて日本に帰国。新井と一緒に渡米した森村豊は佐藤から独立して、陶磁器雑貨の輸入販売会社日の出商会森村ブラザーズ[20]（6番街238番地）を設立。福沢諭吉の推薦により慶應義塾を卒業したばかりの村井保固を支配人として迎え入れた[21]。村井は後に新井と同じ下宿屋に居住することを契機に、新井と家族ぐるみで親交を深めた。
- 1879年（明治12年）：新井領一郎の年間生糸売上、146千ドル（222ベール）。
- 1880年（明治13年）：アメリカ渡航後、初めて一時帰国。兄星野長太郎らにアメリカの市場や需要動向・販売状況について報告した。市場に適した生糸生産の重要性と今後の生糸輸出拡大策等について協議。設立された日本初の直輸出専門商社である横浜同伸会社の取締役ニューヨーク支店長に就任。前富岡製糸所長の速水堅曹が同社取締役社長、実兄星野長太郎は取締役会長に就任。
- 1880年（明治13年）：横浜正金銀行がロンドン支店ニューヨーク出張所を開設。直輸出の荷為替代金の回収手続きが軽減された。
- 1881年（明治14年）：再び一時帰国した。領一郎は横浜同伸会社ニューヨーク支店を開設。実質的には、全てを森村豊とのパートナーシップで設立した生糸輸入販売会社「森村・新井商会」（Morimura, Arai & Company）で運営。新井は佐藤百太郎との共同経営会社「佐藤・新井商会」（Sato Arai Company）を解消。
- 1886年（明治19年）：9月4日、実父星野彌平が死去。63歳。この年、日本からのアメリカ向け生糸輸出がヨーロッパ向けを上回った。
- 1886年（明治19年）：アメリカ絹業協会（Silk Association of America）の機関誌、「アメリカン・シルク・ジャーナル」（American Silk Journal）（10月号）が、在米10年目を迎え知名度も高まった新井領一郎の横顔と背景を特集で紹介。高品質の生糸を販売して信用を高めた日本人生糸輸入商として新井の経歴や仕事ぶりを詳しく説明。それによると、「良質な生糸を持ち込んだ新井の生糸取扱い量は、今やアメリカの生糸需要の5割に及ぶ。粗悪故10年前は88ベール程度だった日本生糸の輸入が今や15,000ベールに達したが、これは新井の努力に依るところが多である。商人として確かで言行品行共に信頼にたる人物で、紳士として万事鄭重、懇切、言行により築いた個人の信用は、日米両国間の信頼関係を一層高めるものだ」と評し、彼を絶賛した。兄長太郎が経営する水沼製糸所の写真に加えて銅版画で新井の肖像を掲載。
- 1887年（明治20年）：5月、一時帰国中に前橋臨江閣で「日本生糸米国需要の景況」と題した講演を行い、日本生糸の品揃えと品位安定を訴えた。講演では、「自分が渡米した明治9年頃の日本生糸の品質が悪く、その上外人を騙すなどの傾向があって敬遠されていた。欧州の糸は評判が良い。支那糸は実に9,600俵に及ぶが、日本糸は80俵（1俵は1ベールで60kg相当）ほどしかない。これから日本生糸の輸出を伸ばすためには品物を多く揃えること、品位を一定にさせることである」と力説した。
- 1887年（明治20年）：10月、牛場卓蔵の娘田鶴（18歳）と日本で結婚。田鶴はミッションスクールの東洋英和女学校で洋風の教育を受け英語を学んだ。牛場卓蔵は慶應義塾出身（第1回卒業生）の内務省官僚で、後に山陽鉄道社長、衆議院議員。披露宴の来賓として招かれたのは、官員では楫取素彦、富田鉄之助、神鞭知常、吉田市十郎（内務省に勤め後に大蔵少書記官、元武蔵国幡羅郡奈良村(現埼玉県熊谷市)名主5代目吉田市右衛門宗載の長男で星野家の親戚筋）、速水堅曹らで、紳士淑女では福澤諭吉・錦夫妻、小幡篤次郎、相馬永胤、村田一郎らであった。結婚披露宴は、東京芝公園内にあった高級料亭紅葉館で行われた。
- 1887年（明治20年）：中国に加えて日本からの生糸輸入の飛躍的増大のため、1870年代後半よりサンフランシスコやシアトル等の埠頭からニューヨーク市近郊のニュージャージー州ホーボーケン（ニューヨーク市マンハッタン島のハドソン川対岸のターミナル駅 Hoboken）や隣接のジャージーシティなどに向けシルクトレイン[22]と呼ばれた専用の急行貨物列車が直行で運行された。10～12両で1列車が編成され、強盗を避けるため20人以上の武装した護衛が同乗した。1列車で輸送する生糸の価値は500万から800万ドルに達し、金利や貨物保険料だけでも莫大であった。生糸輸送は大陸横断鉄道各社にとって最大の収益源で旅客輸送より優先された。生糸は入港船上から岸壁の引込線上で待機している生糸専用列車に直接搬入され、接岸後3時間ほどで発車した。大陸横断鉄道による生糸輸送は当初サンフランシスコ発（オマハ経由）が唯一の輸送ルートで、ユニオン・パシフィック鉄道（UP[23]）が利用された。所要時間は90時間以上あったが80数時間まで短縮された。シアトル（ピュージェット湾沿岸）はサンフランシスコよりも横浜からの距離（航海日数）が短いため、1883年以降よりノーザン・パシフィック鉄道（NP）や後を追うグレート・ノーザン鉄道（GN）[24]等が競い、船会社と緊密に連携して海陸一貫輸送を開始した。1887年には海上輸送日数の更に短いバンクーバーからもカナディアン・パシフィック鉄道（CPR）[22]が時分を争う輸送競争に参入し、やがて所要時間をバンクーバー発で60数時間まで短縮した。1880年代には北米で月間20本程度の専用列車が運行された。北太平洋横断航路の船会社としては、当初はパシフィック・メール汽船会社、オクシデンタル＆オリエンタル汽船会社が、後にカナディアン・パシフィック鉄道（船舶部門）の3社が競い合った。1896年（明治29年）以降はシアトル航路の日本郵船、サンフランシスコ航路の東洋汽船に加え、シアトル航路の大阪商船などが参入した。[25]
- 1889年（明治22年）：大蔵省は明治22年度限りで御用外国荷為替の廃止を決めたが、横浜同伸会社にとって御用外国荷為替による多額の輸出資金確保は不可欠であった。横浜同伸会社の取締役ニューヨーク支店長である新井は、ニューヨークを訪れた実兄星野長太郎と同社存続上の直輸出資金調達問題を協議。現地支店幹部が打ち出した起死回生策は、現地法人化（出資金50万円）によるアメリカでの低金利の資金調達であったが資金難から困難が見込まれた。
- 1889年（明治22年）：長男米男が誕生[6]。アメリカ東海岸で生まれた最初の日本人といわれている。後にハーヴァード大学を卒業。岡部盈（みつ）と結婚。新井米男の妻盈は学習院卒業後結婚し間もなく渡米したが、アメリカの生活に溶け込みニューヨーク社交界の花形になった。盈の父岡部長職は岸和田藩最後の藩主で子爵。外交官、東京府知事を経て司法大臣などを歴任した。新井米男の一人息子は1921年に生れた新井領造（Ryo Arai）で三世[7]。ハーヴァード大学に入学したが、第二次世界大戦開戦とともに陸軍翻訳諜報機関（SEATIC）に所属し東南アジア方面で任務を果たした。領造には先妻（Bijlaard、インドネシア出身）との間に長男（Peter Anthony Arai）、後妻ルイーズ（Louise Gorham Arai）との間に三人の息子（Christopher O. Arai, Timothy Ryo Arai, Nathaniel Y. Arai）がいる。領造の子孫は、黒保根町鹿角などに所在する新井家の山林などの不動産を承継しているが、鹿角の新井家実家跡は、領造より西町インターナショナルスクール（新井領一郎キャンプで利用）に寄贈された。
- 1891年（明治24年）：長女美代が誕生。後に男爵松方正熊と日本で結婚。正熊は、元老で公爵松方正義の八男。美代（松方ミヨ）はアメリカ東海岸で生まれた帰国子女第一号といわれ、日本の生活習慣への適応に苦労した。美代の子（新井領一郎の孫）に西町インターナショナルスクールを創設した松方種子[26]やハル・松方・ライシャワー（松方春子、夫は元駐日アメリカ大使エドウィン・O・ライシャワー）らがいる。
- 1891年（明治24年）：アメリカ絹業協会（Silk Association of America）の書記長B.リチャードソン（B. Richardson）が、在ニューヨーク日本副領事鬼頭悌二郎宛てに書簡を送り日本製生糸の重大な品質問題（生糸品質の不均一性等）を提起し善処要請したが、この中で新井領一郎が代表する横浜同伸会社については品質向上に大いに成果を挙げていると称賛。
- 1892年（明治25年）：10月、新井領一郎は森村市左衛門との新たなパートナーシップに基づき、生糸輸入販売の専業会社として森村・新井商会（Morimura, Arai & Company、住所：109 Prince St.）を設立。この年、従業員は8人でスタートし2,145ベールの生糸を輸入。

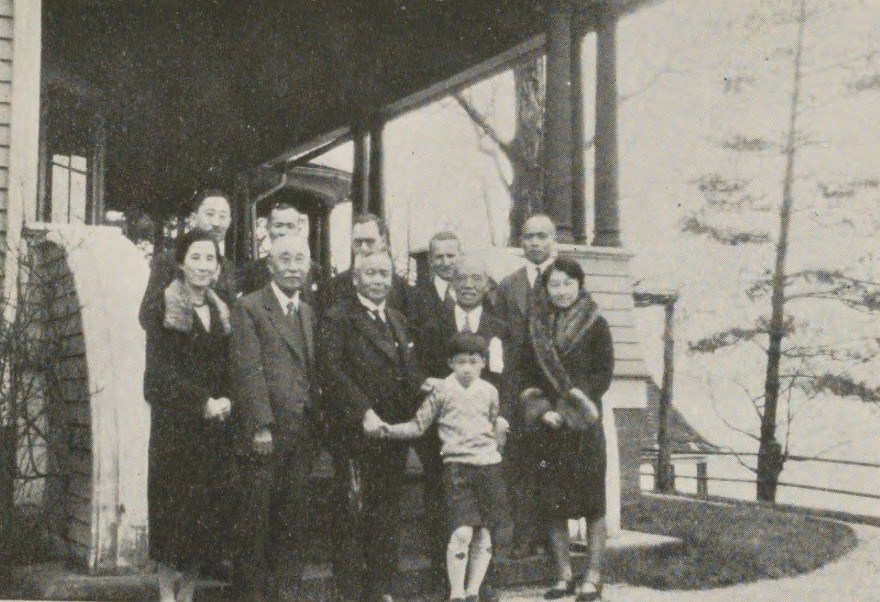
コネチカット州リバーサイドの別荘の新井一家

- 1893年（明治26年）：日本に一時帰国。横浜同伸会社は売上の著しい伸張に伴い、新井領一郎の報酬の歩合制から給与制への移行を図ろうとした。新井はこれに同意せず同社取締役ニューヨーク支店長を辞任。
- 1893年（明治26年）：12月、これを契機に新井は実兄星野長太郎とは袂を分かち、新たな事業展開に踏み出した。森村豊の兄である森村市左衛門が横浜の生糸売込商茂木惣兵衛や原善三郎らと諮って横浜生糸合名会社（資本金50万円）を設立し、この時新井領一郎は専務取締役に就任。新井の妻田鶴の弟牛場徹郎は同社神戸支店長に就任。後に新井は会長に就任。当初、製糸業者の委託販売で出発したが、その後、増資を行い買取・直輸出に乗り出した。
- 1893年（明治26年）：森村市左衛門との共同出資による森村・新井商会（Morimura, Arai & Company）の本格的な業容拡大を図るため、村井保固とフォン・ブリーセンもパートナーとして加えた。森村と新井は各3万4千ドル、村井とフォン・ブリーセンは各1万6千ドル出資し、合計10万ドルでスタート。新井とフォン・ブリーセンの二人は常勤で生糸販売に専念。同商会は横浜生糸合名会社のニューヨーク支店として機能。

- 1893年（明治26年）：コネチカット州の避暑地でもある高級住宅地オールドグリニッチのリバーサイド（35 Glen Avon Dr, Riverside, Old Greenwich ）に広大な敷地を購入し、当時アメリカで流行したヴィクトリア朝クイーン・アン・スタイルの三階建て住居を新築した。[27]コーン型の丸屋根に尖塔を併せ持ち、室内には随所に和風装飾を取り入れて最新設備を備えた豪華な邸宅であった。親しい友人となった村井保固夫妻も新井宅の隣に自宅を建てて移り住む[28]。村井夫人は下宿屋のダドリー夫人の妹キャロライン・ベイリーで、新井の妻田鶴に新婚当初、同じ下宿屋に住んでいた時から英語や生活・習慣等について親身になって教えた。新井と村井の各邸宅は共に自然に恵まれたマイアナス川左岸河口沿いの夏季保養地内に所在。ロング・アイランド湾を望むコスコブ・ハーバー(Cos Cob Harbor)に対面し小型帆船やボートを係留できる。邸宅は共に築後120年を経ても現存する。
- 1893年（明治26年）：自宅近隣のリバーサイド・ヨットクラブ（Riverside Yacht Club）に入会[29]。隣の村井保固も同年に入会。同クラブのメンバーの一員であるリンカーン・ステファンズ（Lincoln Steffens）などの著名人や上流社交界の人々との交際を拡大。妻田鶴は川の対岸の芸術家の仲間たちコスコブ・アートコロニー（Cos Cob Art Colony）の交流拠点であったホーリーハウス（Bush-Holley House）に集まる婦人達に生け花を教授[30]。この頃、有田焼の陶磁器輸出でアメリカに派遣されたものの画家志望に転じた片岡源次郎（アメリカ印象派の第一人者と言われるジョン・ヘンリー・トワックトマンに師事。名前の英文表記：Genjiro Yeto）[31][32]もホーリーハウスを拠点に活躍を始め、コスコブの人々にジャポニスムの大きな影響を与えた。
- 1893年（明治26年）：星野長太郎の養子星野文彌はアメリカでの活躍が期待されニューヨークに派遣され、当時の代表的なビジネス・スクールであったイーストマン・ビジネス・カレッジ（Eastman Business College）に入学した。文彌は、もともと新井の甥（兄星野周次郎の次男）にあたる。その後1901年（明治34年）ニューヨークで若くして客死した。32歳。ニューヨーク市ブロンクス区のウッドローン墓地（Woodlawn Cemetery）に埋葬された。
- 1894年（明治27年）:7月、日清戦争、朝鮮半島（李氏朝鮮）をめぐる大日本帝国と清国との戦争が勃発した。1895年（明治28年）3月にかけて行われた。
- 1896年（明治29年）：この年、三井物産がアメリカ向けに生糸輸出を開始した。日本郵船は三池丸による初めてのシアトル寄港を契機に、日本政府が公布した航海奨励法の補助金交付を受けてシアトル航路を開設した。日本郵船は初の太平洋航路に有力船会社がひしめくサンフランシスコ港を避けてシアトル港を選択した。生糸専用船艙（シルクルーム）を備えた船（三池丸、山口丸、金州丸）を配備したが船舶規模は比較的小さかった。日本郵船はシアトルから中西部セントポール経由の大陸横断鉄道でシカゴ以東に接続可能なグレート・ノーザン鉄道（GN）の呼びかけに応じて、日本～ニューヨーク（ジャージーシティ）間を最短距離で結ぶ海陸一貫輸送契約を締結した。その結果、所要航海日数を一日余り短縮し早く安い輸送を実現した。日本郵船を引き込んだのはグレート・ノーザン鉄道のCEOジェームズ・ジェローム・ヒルで、野心的経営からエンパイア・ビルダーとも称された。
- 1897年（明治30年）：横浜生糸合名会社がイタリア、フランス、上海、広東に代理人をおいたのを契機に、新井は欧州・清国の生糸取引を開始。
- 1898年（明治31年）：浅野総一郎が渋沢栄一の協力の下、安田善次郎、森村市左衛門等からの出資を受けて創立した東洋汽船がサンフランシスコ航路を開設。就航した新造貨客船亜米利加丸は生糸専用船艙（シルクルーム）を備えた。航海奨励法の適用を受けた。東洋汽船はパシフィック・メール汽船会社、オクシデンタル＆オリエンタル汽船会社とともに太平洋横断航路の共同配船契約を結び、さらに、ユニオン・パシフィック鉄道（UP[23]）、シカゴ・ノースウェスタン鉄道（C&NW）と連携して大陸横断輸送を行っていたサザン・パシフィック鉄道（SP）と海陸一貫輸送の提携をした。後に東洋汽船は、客船部門は日本郵船へ吸収合併、貨物船部門は日本油槽船へ吸収合併。
- 1898年（明治31年）：日本の対米輸出総額は1881年当時550万ドルであったが、この年には2,356万ドルを記録。商品別では生糸が最大で1,262万ドル、以下、緑茶328万ドル、絨毯類185万ドル、コメ34万ドル、化学品・薬品33万ドル、絹製品31万ドルなどであった。アメリカの対日輸出総額は、1881年当時89万ドルであったが、この年2,000万ドルに急伸長した。商品別で最大のものは綿花で、1890年は8万5千ドルに過ぎなかったが、1899年には577万5千ドルに達した。
- 1899年（明治32年）：新井は、ニュージャージー州ノースフィールド・リンク[4]（現・アトランティック・シティ・カントリー・クラブ[33]）で初めてゴルフをした。日本にゴルフを広めた日本人初のゴルフ・プレーヤーの一人といわれた。長年のパートナーであった森村ブラザーズの森村豊が日本に一時帰国中、胃がんで若くして死去（45歳）。兄の森村市左衛門に衝撃を与えた。
- 1900年（明治33年）：1880年代後半から機械糸しか使用できない力織機が普及・急増。この年、機械糸の割合が50%を越え、1915年には90%超に達した。
- 1901年（明治34年）：新井はアジア人として初めてアメリカ絹業協会（Silk Association of America）理事、ボードオブガバナーズ（Board of Governors）の一員に選任された。この年以降、同職を重任。この年初めてアメリカを訪問した渋沢栄一をニューヨークで迎え、高峰譲吉らと会食を共にした。
- 1901年（明治34年）：森村市左衛門が異母弟森村豊と実子長男明六の2人の相次ぐ他界を契機に設立した社会貢献事業団体である森村豊明会[34]の初代理事として大倉孫兵衛、廣瀬実榮、村井保固、森村勇、永井儀三郎、諸葛小弥太らと共に名を連ねた。
- 1902年（明治35年）：本格的にゴルフを始めた。病気療養も兼ね、たびたびノースカロライナ州パインハースト[35]を訪れ、滞在中にゴルフの腕を磨いた。後に日本ゴルフ界の黎明期に活躍した赤星六郎とも親交を持った。
- 1903年（明治36年）：横浜生糸合名会社は増資・改組され、横浜生糸綿花株式会社（資本金375万円、新井の他に取締役として森村開作、村井保固、渋沢義一、日比谷半左衛門らが参画）に発展した。同社を通して実質的に日本初となるアメリカ産棉花の輸入を開始した。日本における紡績業の原料となる綿花の輸入増大に寄与した。日本では綿糸・綿布の生産が増加し、輸出品として急激に伸びた。
- 1904年（明治37年）：グレート・ノーザン鉄道（GN）は太平洋航路船社との間で海陸一貫輸送で提携関係にあった。同社CEOジェームズ・ジェローム・ヒルの強力な手腕により大陸横断鉄道の輸送量の飛躍的拡大を図るためグレートノーザン汽船会社（Great Northern Steamship Co.）が設立され、単独でシアトル港と横浜港・マニラ港間に航路を開設した。翌年から相次いでアメリカ最大級（2万㌧クラス）の貨客船2隻（ミネソタ号[36]とダコタ号[37]、日本郵船の船の5倍規模相当）を投入した。主な狙いはアメリカからアジアへの小麦輸出と日本からの生糸輸入の貨物の確保であった。
- 1905年（明治38年）：高峰譲吉や村井保固とともに、日米のビジネスマンの交流を図る目的で日本クラブ（The Nippon Club[2]）設立のために尽力。初代会長は高峰譲吉。アメリカ人と交流する社交クラブとして機能し、相互理解の促進と日本人の地位向上に貢献した。日本クラブ開設を契機に、アメリカ人も初めて日本人にいくつかの社交クラブやスポーツクラブを開放するようになった。新井は同クラブを通して日本人メンバーにゴルフを広めた。当時ニューヨークの日本人の間では、高峰譲吉（1890年妻子と共に再渡米、妻はアメリカ人）、新井領一郎、村井保固の三人は三元老と呼ばれていた。
- 1906年（明治39年）：この年、森村・新井商会（Morimura, Arai & Company）一社で、日本からアメリカへの生糸総輸入量（70,241ベール）のうち約36パーセント（25,466ベール）を取扱。日本商社（34社）の日本以外からの輸入分の取扱いを合わせると、実に5割内外が同商会に集中し、新井領一郎はアメリカ最大の生糸輸入者となった。森村・新井商会の従業員数は最初の8人から22人に増加。フォン・ブリーセンの他、伊藤冨次郎、荒川新十郎、佐藤永孝、山田松三郎など横浜生糸綿花株式会社の社員も活躍した。同商会の所在地は、44 East 23rd Street, N.Y.
- 1907年（明治40年）：大日本蚕糸会[38]総裁貞愛親王より第4回蚕糸功績賞を受賞し、金賞牌が授与された。
- 1907年（明治40年）：日露戦争の戦勝気分高揚の中、日米友好促進と日本の文化芸術、科学、社会等に対するアメリカ人の理解促進を図るためニューヨークのジャパン・ソサエティ（Japan Society[3]）設立に注力。日露戦争の英雄、伊集院五郎海軍中将と黒木為楨将軍のニューヨーク訪問を記念するパーティの席上、アメリカ各界の著名人が多数出席する中、設立宣言が行われた。初代理事長はニューヨーク市立大学総長ジョン H. フィンレー、副理事長は関税法務弁護士リンゼイ・ラッセル。名誉理事長は青木周蔵駐米大使、名誉副理事長はグラント元大統領の息子、フレッド・O・グラント元帥と高峰譲吉。新井領一郎と村井保固は評議会メンバーに選任。
- 1908年（明治41年）：実兄星野長太郎が東京市麹町区で死去。63歳。

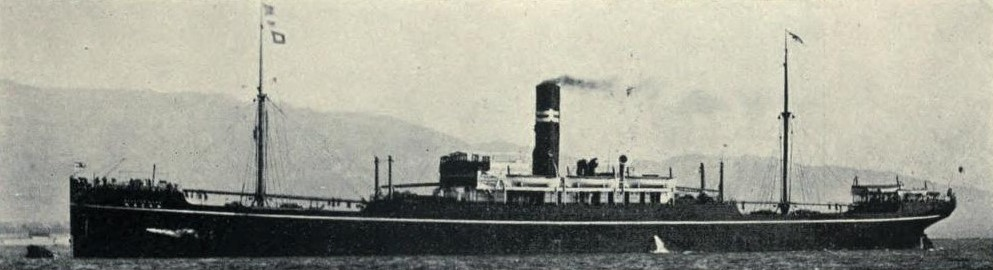
たこま丸　大阪商船

- 1909年（明治42年）：日本クラブ（The Nippon Club[2]）の新井領一郎ら「三元老」が中心となって、渋沢栄一を団長としたアメリカ大実業視察団[39]（50数名）の受け入れ準備と3ヵ月間に亘る各界要人との会見や主要都市・企業訪問などの橋渡しを果した。会見相手には、第27代アメリカ合衆国大統領ウィリアム・タフト（William Howard Taft)、発明王トーマス・エジソン（Thomas Edison）、鉄道王ジェームズ・ジェローム・ヒル（James J. Hill）などが含まれた。ニューヨークでは視察団の盛大な歓迎晩餐会をロータス・クラブ（The Lotos Club）で開催し、アメリカ各界の著名人を招待した。
- 1909年（明治42年）：新井は、日本銀行代理店監査役としてニューヨークに赴任した井上準之助に初めてゴルフを教えた。井上がすっかりゴルフの魅力に取りつかれたため、井上の帰国後、初の日本人向けゴルフクラブである東京ゴルフクラブ[40][41]の設立に至らしめた。

- 1909年（明治42年）：この年、日本は清国を抜いて世界最大の生糸輸出国となった。製糸業は日本の貿易における最大の輸出産業としての地位を確立し、貴重な外貨獲得に著しい貢献を果たした。大阪商船は、たこま丸[42]と志あとる丸の新造貨客船を北米航路（シアトル・タコマ航路）に就航させ、生糸輸送の競争に参入した。シカゴ・ミルウォーキー・エンド・セントポール鉄道会社(CMSP&P RR)と海陸一貫輸送契約を締結した。
- 1910年（明治43年）：この年、アメリカはイタリアを抜いて世界第一の絹糸製品生産国になった。アメリカは全世界の生糸輸出の36%を輸入し、1937年迄には58%を輸入した。
- 1911年（明治44年）：日本はアメリカとの間で新通商航海条約を締結した。関税自主権を完全に回復し、不平等条約の改正に成功した
- 1915年（大正4年）：横浜生糸綿花株式会社は事業拡大のため株式を一般公開し、資本金を500万ドルに増資した。新井は代表取締役会長に就任。
- 1916年（大正5年）：1914年のパナマ運河開通に伴い日本郵船がロサンゼルス経由でニューヨーク航路を開設。新造船龍野丸を就航させた。
- 1919年（大正8年）：横浜正金銀行が出張所を昇格させニューヨーク支店を開設。この年、妻とともにクリスチャン・サイエンスに入会。
- 1920年（大正9年）：日本の生糸貿易が日本の総輸出額の3分の1に達した。この年、新井のビジネスマンとしてのピークに達した。生糸価格は1874年当時のポンド当たり4ドルに対して、この頃ほぼ18ドルまで達した。
- 1922年（大正11年）：商品相場の下落に伴い、新井が代表取締役会長を務める横浜生糸綿花株式会社は深刻な財政難に陥った。同社は横浜正金銀行の仲介により、三菱商事の子会社、日本生糸株式会社の傘下に入れられることになった。新井はニューヨーク日系人会[43]名誉会員に推薦された。
- 1923年（大正12年）：関東大震災により、船積み待ちの大量の生糸（2,000ベール、1ベールは60kg相当）が横浜の倉庫で焼失した。無保険であったため新井は大損害を被った。
- 1924年（大正13年）：新井は正六位に叙せられた。
- 1924年（大正13年）：日本産業協会より功労表彰を受けた。
- 1925年（大正14年）：大日本蚕糸会[38]総裁載仁親王より第10回恩賜賞を受賞。1920年代に、日本は全世界の生糸輸出の85%を占めるまで拡大し、アメリカは全世界の生糸輸出の90%を輸入した。この年、シアトル拠点のグレート・ノーザン鉄道（GN）のシルクトレインは中西部・東部の鉄道会社との連携により、横浜～ニューヨーク（ジャージーシティ）間の輸送時間の最短世界記録を更新した。従来の世界記録13日間3時間8分に対して、12日間14時間36分の最短記録を打ち立てた。シアトルからの大陸横断鉄道（総路線距離3,123マイル）の所要輸送時間は71時間25分であった。シアトル市は、自らをアメリカのシルクポート（the Silk Port of America）と喧伝した。[24][44][45]
- 1926年（大正15年）：日本生糸株式会社は日本から初めてパナマ運河を利用して生糸輸送を行った。日本郵船龍野丸によってロサンゼルス港経由でニューヨーク港まで輸送された。
- 1927年（昭和2年）：新井は、森村・新井商会（Morimura, Arai & Company）を三菱商事子会社、日本生糸株式会社の経営に委ねた。新井は相談役として勤めを果たした。アメリカの絹織物業界での知名度が高かった英文社名はそのまま残された。
- 1928年（昭和3年）：勲六等瑞宝章を受章。
- 1929年（昭和4年）：この年、アメリカの生糸輸入金額は396百万ドルのピークを記録し、日本は実にその95㌫を供給していた。日本郵船がパナマ運河経由で横浜港からニューヨーク港までの直行航路を開設した。その後世界恐慌による生糸価格の暴落を背景に生糸輸送の主力も従来の大陸横断鉄道から、輸送時間はかかるものの輸送費がほぼ半額と低廉なこのルートへ移行し始めた。
- 1930年（昭和5年）： 大阪商船がニューヨーク直行航路を開設し、新造の高速ディーゼル貨物船畿内丸を就航させた。横浜港～ニューヨーク港間の所要日数を25日17時間30分とし、従来より約10日間も短縮して他社を圧倒した。
- 1935年（昭和10年）：新井は80歳を迎え日本への最後の帰国を果たした。生涯では合計90回、太平洋を横断。
- 1935年（昭和10年）：実兄星野長太郎（1908年（明治41年）死去）の後を継いだ長男星野元治と会い、一時途絶えていた生家星野家との関係を回復。この年、日本の生糸生産量はピークに達したがその直後から生産量の急減に襲われた。
- 1939年（昭和14年）：4月10日、コネチカット州リバーサイド（Riverside, Old Greenwich）の自宅にて死去。84歳。葬式はニューヨーク市ブロンクス区のウッドローン墓地（Woodlawn Cemetery）のチャペルで、スタンフォード市クリスチャン・サイエンス教会のリーダーの手により挙行された。葬儀には350余名が参列した。領一郎の死を悼んでニューヨーク商品取引所は葬儀の行われる時刻に黙祷を捧げた。『ニューヨーク・タイムズ』紙は訃報記事で「日米生糸貿易の創始者」"A Founder of Silk Trade With Japan"と評した[1][46]。勲四等瑞宝章が追贈された。

## 登場する作品
- 花燃ゆ - 2015年(平成27年)、NHK大河ドラマ、演：細田善彦